# Loveman's of Alabama
Loveman's of Alabama was een in Birmingham, Alabama gevestigde warenhuisketen met vestigingen in heel Alabama. Het nam deze naam om zich te onderscheiden van de warenhuizen van Loveman die actief zijn in Chattanooga, Tennessee en in Nashville, Tennessee.

## Geschiedenis
De winkel werd in 1887 opgericht als A.B. Loveman's Dry Goods Emporium op 1915 Second Avenue door Adolph Bernard Loveman. Moses V. Joseph uit Selma, Alabama, trad al snel toe tot het bedrijf en het werd omgedoopt tot Loveman & Joseph. In 1889 werd het bedrijf Loveman, Joseph & Loeb door de toetreding van Emil Loeb.
De eerste winkellocatie van Loveman's werd in 1890 gebouwd op 200 19th Street op de hoek met 3rd Avenue North. In 1899 werd de winkel uitgebreid. In 1911 stond Loveman's bekend als het grootste en mooiste warenhuis ten zuiden van de Ohio-rivier. In 1917 werd tussen het hoofdgebouw en het Alabama Theatre een aanbouw gerealiseerd die bekend staat als het bijgebouw van Loveman.
In 1923 was Loveman, Joseph & Loeb, samen met B. Lowenstein, Inc. uit Memphis, Tennessee en Maison Blanche Co. uit New Orleans, Louisiana, de eerste drie warenhuizen van het in Philadelphia, Pennsylvania gevestigde City Stores Company.

### Brand en nieuwe vestiging
Het warenhuis werd op 10 maart 1934 door een enorme brand verwoest, hoewel de buitenkant van de aanbouw de brand doorstond. De winkel ging binnen enkele weken weer open op een tijdelijke locatie, terwijl op de plek van de brand een nieuw pand van Loveman werd gebouwd. Dit nieuwe gebouw van Loveman werd in 1935 voltooid. Op de hoek van het nieuwe gebouw stond een klok, tegenover de kruising 19th Street/3rd Avenue, een populair plaatselijk herkenningspunt. Het nieuwe warenhuis was een van de eerste in het land met airconditioning en het eerste in Alabama met een roltrap.
Loveman's opende in 1954 zijn eerste filiaal in de voorsteden in Montgomery in het Normandale Shopping Center. In 1966 werd een filiaal geopend in The Mall in Huntsville. De eerste vestiging van Metro Birmingham werd in 1969 ingewijd in de West Lake Mal in Bessemer. Filialen volgden in de Western Hills Mall in Fairfield (1970) en in het Century Plaza in Birmingham.(1976).

### Einde
In juli 1979 vroeg City Stores Company uitstel van betaling aan, waardoor de keten moest worden geliquideerd en de vlaggenschipwinkel in het centrum in april 1980 moest worden gesloten. Het gebouw van Loveman in de binnenstad werd op 14 april 1983 toegevoegd aan het National Register of Historic Places. Het herbergt tegenwoordig het McWane Science Center.